# Wojna płci (tenis)
Wojna płci (ang. Battle of the Sexes) – seria pokazowych meczów tenisowych między kobietami i mężczyznami. Najbardziej znanym był, rozegrany we wrześniu 1973 roku, pojedynek między ówczesną liderką kobiecych rozgrywek tenisowych 29-letnią Billie Jean King oraz emerytowanym zawodnikiem, sześciokrotnym zwycięzcą turniejów wielkoszlemowych, 55-letnim Bobbym Riggsem. Wcześniej i później zostało rozegranych kilka innych pojedynków znanych także jako Battle of the Sexes, lecz to właśnie zwycięstwo King nad Riggsem było medialnym hitem – mecz zgromadził 50 milionów widzów przed telewizorami.

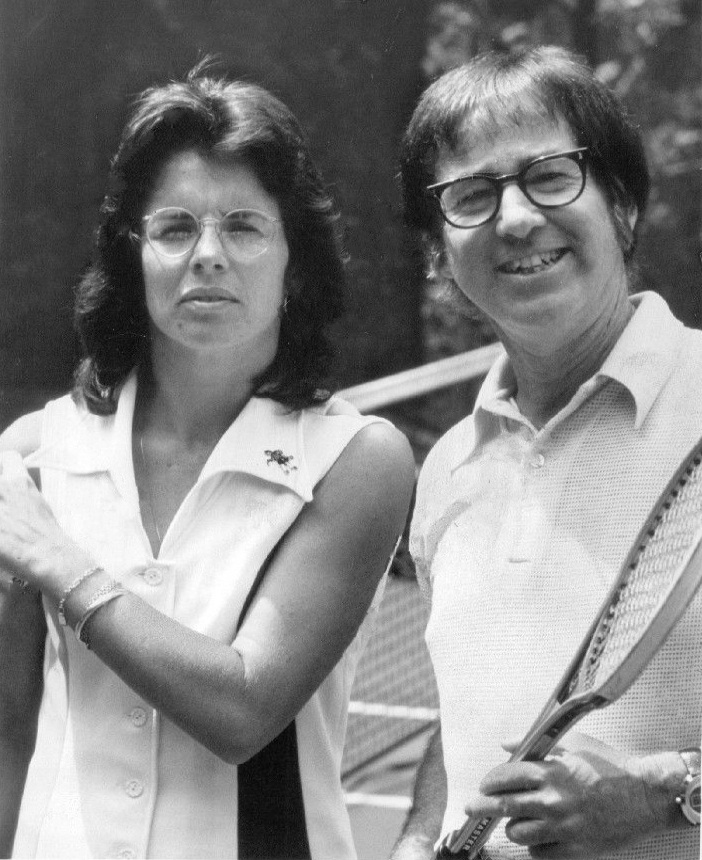
Billie Jean King i Bobby Riggs w 1973 roku

## Historia spotkań

### 1888: Ernest Renshaw vs. Lottie Dod
W 1888 roku w Exmouth w Wielkiej Brytanii aktualni mistrzowie Wimbledonu Ernest Renshaw i Lottie Dod rozegrali mecz pokazowy. Mimo iż Dod zaczynała każdego gema z przewagą 30–0, mecz zakończył się zwycięstwem Renshawa 2:6, 7:5, 7:5.

### 1921: Bill Tilden vs. Suzanne Lenglen
27 maja 1921 roku Bill Tilden zmierzył się z Suzanne Lenglen w Saint-Cloud we Francji. Został rozegrany tylko jeden set, który zakończył się zwycięstwem Tildena 6:0.

### 1921: Suzanne Lenglen/Max Décugis vs. Arnold Jones/Bill Tilden
Dzień po porażce w grze pojedynczej Suzanne Lenglen w parze z Maxem Décugis zrewanżowała się Tildenowi, któremu partnerował Arnold Jones, zwyciężając 6:4.

### 1933: Helen Wills Moody vs. Phil Neer
W San Francisco 28 stycznia 1933 roku Phil Neer rozegrał mecz przeciwko Helen Wills Moody, która zwyciężyła wynikiem 6:3, 6:4.

### 1973: Bobby Riggs vs. Margaret Court
W Ramonie w Kalifornii 13 maja 1973, w międzynarodowy Dzień Matki, pierwotnie miał się odbyć pojedynek między Bobbym Riggsem a Billie Jean King, lecz po rezygnacji Amerykanki zaproszenie przyjęła 30-letnia Margaret Smith Court. Amerykanin bez problemu pokonał utytułowaną Australijkę 6:2, 6:1, momentami ją ośmieszając, a wydarzenie zostało nazwane „Masakrą w Dzień Matki”.

### 1973: Billie Jean King vs. Bobby Riggs

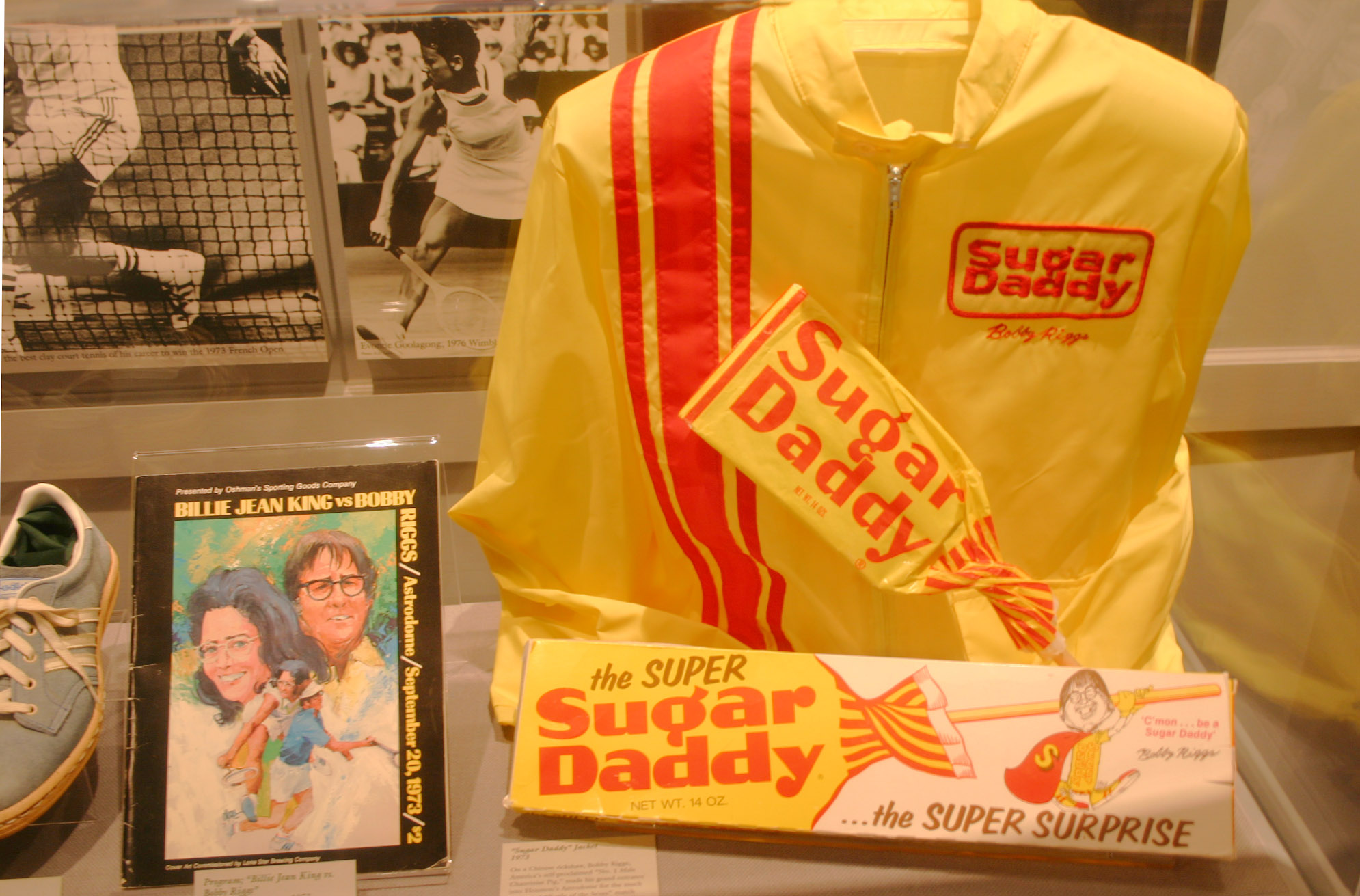
Pamiątki z meczu Billie Jean King – Bobby Riggs

King, po porażce Court, postanowiła przyjąć zaproszenie Riggsa. Mecz rozegrany 20 września 1973 roku w Houston transmitowała telewizja ABC, w której wydarzenie śledziło ok. 50 milionów osób, a na widowni w hali zasiadły 30 472 osoby, co do 2012 roku było największą liczbą widzów na meczu tenisowym w Stanach Zjednoczonych. King została wniesiona na kort jak Kleopatra, na lektyce trzymanej przez mężczyzn przebranych za egipskich niewolników. Mimo początkowego żartobliwego i lekko lekceważącego podejścia do rywalki przez Riggsa para grała bardzo profesjonalnie i z ogromnym zaangażowaniem. Rywalizację ostatecznie zdecydowanie wygrała King 6:4, 6:3, 6:3, co przyczyniło się w późniejszym czasie do powstania profesjonalnych żeńskich rozgrywek tenisowych oraz zrównania nagród pieniężnych kobiet i mężczyzn. Na podstawie tego wydarzenia w 2017 roku nakręcony został film Wojna płci z Emmą Stone i Steve’em Carellem w rolach głównych.

### 1975: Björn Borg vs. Virginia Wade, Evonne Goolagong vs. Ilie Năstase
W Mission Viejo w Kalifornii, 26 października 1975 roku został rozegrany „Challenge of the Sexes” transmitowany przez stację CBS. Zaproszonych do udziału zostało wielu sportowców z różnych dyscyplin: golf – Laura Baugh, Jane Blalock, Hale Irwin i Doug Sanders, koszykówka: Jerry West vs. Karen Logan. Tenis reprezentowali Virginia Wade przeciwko Björnowi Borgowi oraz Evonne Goolagong kontra Ilie Năstase. Każda z par rozegrała po jednym secie – Borg pokonał Wade 6:3, natomiast Goolagong ograła Năstase 7:5. Później obie pary rozegrały seta w mikście, w którym lepsi 8:6 okazali się Borg z Wade.

### 1985: Martina Navrátilová/Pam Shriver vs. Vitas Gerulaitis/Bobby Riggs
W wieku 67 lat Bobby Riggs wrócił do gry. W parze z zawodnikiem TOP 20 męskiego Grand Prix Vitasem Gerulaitisem wyzwał na pojedynek ówczesną najlepszą parę deblową kobiecych rozgrywek – Martinę Navrátilovą i Pam Shriver. Navrátilová przyjęła wyzwanie, wierząc, że w parze deblowej ze Shriver nie mają żadnych słabych stron. Mecz odbył się 24 sierpnia 1985 roku w „The Atlantic City Convention Hall” w Atlantic City. Taktyka tenisistek polegała głównie na graniu na zaawansowanego wiekowo Riggsa, ograniczanego przez nie najlepszą kondycję motoryczną i zdrowie. Przyniosło to oczekiwany rezultat i najlepsza kobieca para deblowa w historii wygrała bez większych problemów 6:3, 6:2, 6:4 w niespełna półtorej godziny.

### 1992: Jimmy Connors vs. Martina Navrátilová
Jimmy Connors w wieku 40 lat zmierzył się 25 września 1992 roku w pojedynku singlowym z 5 lat młodszą Martiną Navrátilovą. Mecz odbył się w Las Vegas i mimo bardziej sprzyjających warunków (Navrátilová miała do dyspozycji dwa serwisy, a Connors tylko pierwsze podanie, dodatkowo jego strona kortu była o cztery stopy szersza – Martina mogła grać łącznie z korytarzami deblowymi) zakończył się wygraną Amerykanina 7:5, 6:2.

### 1998: Karsten Braasch vs. Serena i Venus Williams
Kolejna rywalizacja w wojnie płci miała miejsce w czasie Australian Open 1998, podczas którego Karsten Braasch podjął wyzwanie sióstr Williams, które stwierdziły, że mogą pokonać każdego tenisistę sklasyfikowanego poza pierwszą dwusetką rankingu ATP. Braasch, sklasyfikowany wówczas na 203. miejscu, zweryfikował ich zapowiedzi. Mecze odbyły się na korcie numer 12 w Melbourne Park. Tenisista najpierw pokonał Serenę 6:1, prowadząc 5:0, a następnie Venus 6:2.

### 2003: Yannick Noah vs. Justine Henin-Hardenne
W grudniu 2003 roku Yannick Noah i Justine Henin-Hardenne rozegrali przyjacielski mecz w Forest National w Brukseli. Noah wystąpił w sukience i, grając przede wszystkim w sposób kombinacyjny, wygrał 4:6, 6:4, 7:6(1).

### 2013: Li Na vs. Novak Đoković
W październiku 2013 roku czołowi zawodnicy świata: chińska tenisistka Li Na (wówczas na 3. pozycji w rankingu WTA Tour) oraz wicelider rankingu ATP World Tour Novak Đoković rozegrali na kortach olimpijskich w Pekinie towarzyski mecz charytatywny z okazji dziesięciolecia turnieju China Open. Mecz, pełen zabawy i śmiesznych sytuacji, wygrała Li 3:2, która w każdym gemie otrzymywała na starcie przewagę 30–0.

### 2017: Johanna Konta vs. Pat Cash
Z okazji promocji filmu Wojna płci 17 listopada 2017 roku w centrum handlowym Westfield Shopping Centre w Londynie został rozegrany pokazowy towarzyski mecz pomiędzy najlepszą ówcześnie brytyjską tenisistką Johanną Kontą a byłym czołowym tenisistą świata, triumfatorem Wimbledonu z 1987 roku, 52-letnim Patem Cashem. Mecz mający na celu wyłącznie promocję dyscypliny i filmu zakończył się zwycięstwem Konty 6:3 (został rozegrany tylko jeden set).

### 2021: Iga Świątek vs. Hubert Hurkacz
W dniu 13 lipca 2021 roku w Gdyni, przed startem turnieju WTA 250 BNP Paribas Poland Open 2021, został zorganizowany pokazowy charytatywny mecz, w którym udział wzięli najlepsi w owym czasie polscy tenisiści: Iga Świątek i Hubert Hurkacz. Pierwszy set został rozegrany w formie meczu gry mieszanej, w którym Świątek wspólnie z Marcinem Matkowskim, dyrektorem turnieju w Gdyni, pokonali Hurkacza z Klaudią Jans-Ignacik 6:3. W drugiej partii Świątek rozgrała singlowe starcie z Hurkaczem w formie tie-breaka do siedmiu punktów. Tę część również wygrała Iga Światek wynikiem 7-4.